# Lista localităților și teritoriilor neîncorporate din provincia Alberta
Lista localităților și teritoriilor neîncorporate din provincia Alberta, Canada

## Orașe
- Vezi: List of cities in Alberta.

## Localități urbane
- Vezi: List of towns in Alberta.

## Sate
- Vezi: List of villages in Alberta.

## Sate de vacanță
- Vezi: List of summer villages in Alberta.

## Teritorii municipale speciale
- Vezi: Specialized municipalities of Alberta.

## Districte municipale
- Vezi: List of municipal districts in Alberta.

## Teritorii speciale
- Vezi: Special Areas Board.

## Teritorii neîncorporate
- Vezi: List of hamlets in Alberta, List of unincorporated communities in Alberta.